# Gerard Langer
Gerard Langer (24. září 1900 Bochnia – 20. července 1960 Praha) byl český a československý politik Komunistické strany Československa a poválečný poslanec Ústavodárného Národního shromáždění a Národního shromáždění ČSR.

## Biografie
Narodil se v dnes polském městě Bochnia (tehdy součást Rakouska-Uherska) do rodiny kapelníka. Absolvoval pražské akademické gymnázium, poté pracoval jako poštovní úředník a externě vystudoval Právnickou fakultu Univerzity Karlovy v Praze. Od roku 1935 působil jako vrchní komisař na Ředitelství pošt v Praze. Za války se účastnil na odboji, koncem války dal odboji k dispozici poštovní vysílačku v Troji.
Po válce se uvádí bytem Střekov. V roce 1946 se uvádí jako přednosta poštovního inspektorátu v Ústí nad Labem. V roce 1948 zastával funkci předsedy krajského výboru KSČ a místopředsedy MNV v Ústí nad Labem, kterým zůstal až do roku 1952, kdy byl povolán ministerstvem zahraničí k diplomatickým službám.
V parlamentních volbách v roce 1946 byl zvolen poslancem Ústavodárného Národního shromáždění za KSČ. Setrval zde do konce funkčního období, tedy do voleb do Národního shromáždění roku 1948, v nichž byl zvolen do Národního shromáždění za KSČ ve volebním kraji Ústí nad Labem. Zde zasedal do konce funkčního období, tedy do roku 1954.
V roce 1956 se uvádí jako československý vyslanec ve Finsku. Tuto funkci zastával v letech 1953–1957. U příležitosti odchodu z funkce mu finský prezident udělil Velký kříž Řádu finského lva. V roce 1958 přešel na ministerstvo spojů, kde se stal vedoucím tamního mezinárodního oddělení. Krátce poté však odešel do penze a zemřel již v roce 1960.